# Stazione di Buie
La stazione di Buie è stata una stazione ferroviaria posta lungo la ex linea ferroviaria a scartamento ridotto Trieste-Parenzo chiusa nel 31 agosto 1935. Era al servizio del comune di Buie.